# 道の駅てんきてんき丹後
道の駅てんきてんき丹後（みちのえき てんきてんきたんご）は、京都府京丹後市丹後町にある国道178号の道の駅である。

## 概要
弥生遺跡の上に建設されており、遺跡から出土した土器などのモニュメントが設置された芝生公園がある。

## 名称
名称の「丹後」は丹後地方の意味ではなく、道の駅ができた際の自治体名（旧・竹野郡丹後町）を意味する。「てんきてんき」とは、毎年10月の竹野神社で奉納される神事「竹野のテンキテンキ」（京都府登録文化財）を意味する。

## 施設
- 駐車場
  - 普通車：37台
  - 大型車：4台
  - 身障者用駐車場：1台
- トイレ
  - 男：大・小8
  - 女：6
  - 身障者用：1
- 休憩所（9:00 - 18:00）
- 情報コーナー（9:00 - 18:00）
- 公衆電話

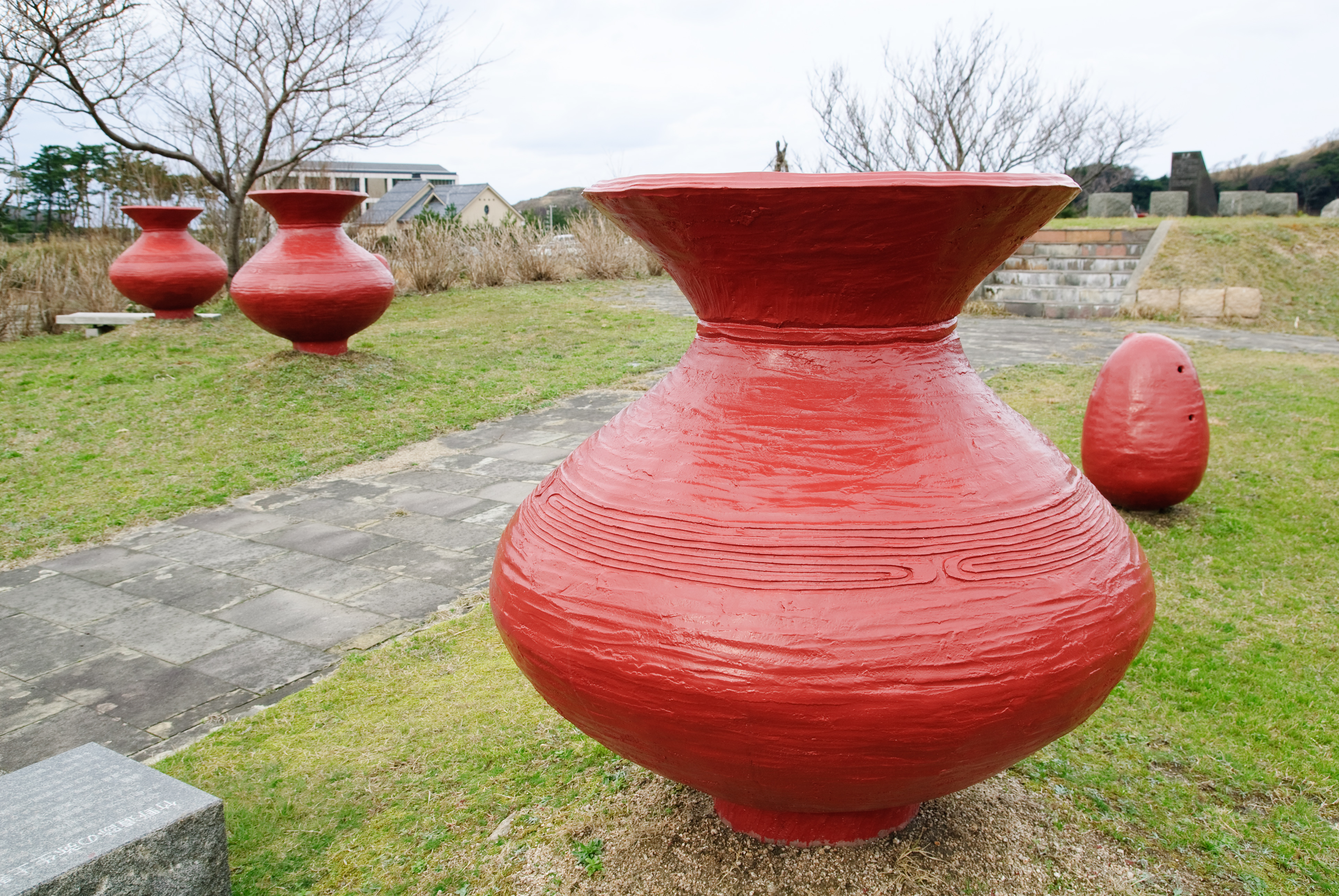
芝生公園に設置されている土器のモニュメント

- レストラン「ら・めーる」（10:00 - 18:00、火曜は休み）
- 物産売店（物産館、9:00 - 18:00、火曜は休み）
- 遺跡公園
- 山陰海岸ジオパーク京丹後市情報センター

### 管理団体
- 京丹後市、（株）テンキテンキ村

## アクセス
- 国道178号 - 登録路線
  - 京都府道75号浜丹後線

## 周辺
- 京丹後市立丹後古代の里資料館
- 経ヶ岬灯台
- 京都府碇高原総合牧場